# Belagerung von Stettin (1677)
Rathenow – Nauen – Fehrbellin – Wismar – Wolgast 1675 – Wolgast 1676 – Bornholm – Öland – Peenemünder Schanze – Stettin (1677) – Køgebucht – Bergen – Warksow – Rügen (1678) – Stralsund (1678) – Greifswald – Tilsit – Splitter – Telschi – Porta Westfalica
In der Belagerung von Stettin (1677) im Nordischen Krieg von 1674 bis 1679 belagerte und eroberte ein brandenburgisch-dänisch-lüneburgisches Heer die schwedisch-pommersche Stadt Stettin vom 25. Juni 1677 bis zum 15. Dezember (jul.) 1677.

## Vorgeschichte
Nach dem Westfälischen Friedensschluss waren Vorpommern und Rügen, die Hafenstadt Stettin, das Mündungsgebiet der Oder und ein Landstreifen am östlichen Oderufer Schweden zugesprochen worden. Nach seinem bei Fehrbellin errungenen Sieg nahm Brandenburg noch im selben Jahr Wollin und Wolgast ein. 1676 wurden Anklam und Demmin für Brandenburg erobert. Nur Stettin und außerdem noch Rügen, Stralsund und Greifswald blieben als größere Orte von Schwedisch-Pommern in schwedischer Hand.
Die Stadt selbst zählte 1709 10.900 Einwohner und damit gehörte sie zu den größten Ostseeanrainerstädten. Die Stadt kontrollierte die Mündung der Oder und den Schiffsverkehr von und zur Ostsee. Damit war sie für den Kurfürsten von Brandenburg von großem strategischen Wert, da er nach einem ungehinderten Zugang zur Ostsee strebte. Seit der Seeschlacht in der Køgebucht im Juli 1677 verfügten die Alliierten in der südlichen Ostsee über die Seeherrschaft und unterbanden den Seeverkehr Stettins mit dem schwedischen Mutterland. Ein erfolgreicher Entsatz von der Seeseite her konnte damit wirksam unterbunden werden.
Stettin verfügte über ausgedehnte Befestigungsanlagen, was eine schnelle Inbesitznahme verhinderte.
Die Festung bildete ein Viereck, wovon die Oder eine Seite ausmachte. Vom 16. September bis 16. November 1676 wurde Stettin durch brandenburgische Truppen vergeblich belagert.

## Verlauf
Im Juli 1677 rückten 26.000 brandenburgische Soldaten nach anderen Angaben 16.226 Mann in 9 Kavallerieregimenter und 16 Infanterieregimenter unter persönlichen Kommando von Kurfürst Friedrich Wilhelm I. vor Stettin. Bei sich führte das alliierte Heer einen großen Artilleriepark mit über 200 Kanonen und großen Mengen von Munition, die über die Oder aus dem Zeughaus von Berlin und Magdeburg herangeführt wurden. Weitere fünf lüneburgische Regimenter mit 4000–6000 Mann, später eine dänische Abteilung von 2000 Mann und 300 Kroaten verstärkten das Belagerungsheer. Die Stadt wurde durch eine von Generalleutnant Jacob Johann von Wulffen befehligte Garnison von 3200–3400 Mann in fünf Regimenter verteidigt. Zusätzlich verstärkten etwa 2000 Stadtmilizen in elf Kompanien die Garnison.
Die Garnison der Stadt Stettin verteidigte sich entschlossen unter einmütigem Zusammenwirken mit der Bürgerschaft. Vier Monate lang von August bis Dezember 1677 wurde die Stadt intensiv beschossen, so dass am Ende der Belagerung nur 20 unbeschädigte Häuser in Stettin übrigblieben.
Ende Dezember gelang es den Sappeurs einen Teil des Hauptwalls in die Luft zu sprengen. Eine große Bresche war damit in die Befestigungsanlage gelegt worden. Die Alliierten rüsteten sich bereits zum entscheidenden Sturmangriff. Erst zu diesem Zeitpunkt kapitulierte Generalleutnant von Wulffen. Die Besatzung hatte zum Zeitpunkt der Kapitulation nur noch geringe Reserven an Munition und bestand nur noch aus etwa 300 Mann. Sie erhielt in den Kapitulationsbedingungen freies Abzugsrecht des Nationalschwedischen Teils der Besatzung. 2443 Bürger der Stadt sind während der Belagerung getötet worden. Der Stadt wurden alle Privilegien bestätigt. Am 6. Januar 1678 zog Kurfürst Friedrich Wilhelm in die Stadt ein.

## Folgen
Gemäß den Bestimmungen des 1679 zwischen Brandenburg und Schweden geschlossenen Frieden von Saint Germain musste Brandenburg alle seine Eroberungen mit Ausnahme eines Gebietsstreifens rechts der Oder an Schweden zurückgeben. Stettin verließen die Brandenburger zuletzt.